# PubMed Central
PubMed Central (PMC) ist eine frei zugängliche Datenbank, die wissenschaftliche Literatur aus der Medizin, Biologie und angrenzenden Gebieten im Volltext enthält. PMC wurde von der United States National Library of Medicine aufgebaut und wird von den National Institutes of Health (NIH) finanziert. Die Anzahl verfügbarer Artikel beträgt (Stand 2019) 5,7 Millionen und wächst kontinuierlich. Die Publikationen werden mit der Kennziffer: PMCID (PubMed Central Identifier) markiert und zugänglich gemacht.
Seit 2008 ist in den USA gesetzlich vorgeschrieben (H.R. 2764), dass alle Forschungsergebnisse, die durch Förderung der NIH zustande kommen, innerhalb von zwölf Monaten original oder als Kopie bei PMC veröffentlicht werden. 
Ein Zeitraum von sechs Monaten wird manchen Zeitschriften als Embargo zugestanden. Das Gesetz wird im Rahmen der Debatte um Open Access diskutiert.
Der Name von UK PubMed Central wurde am  1. November 2012 in Europe PMC geändert.